# Глоты (Псковская область)
Гло́ты — деревня в Ядровской волости Псковского района Псковской области.
Расположена на южной границе Пскова и к западу от деревни Черёха на реке Многа. Через деревню проходит железная дорога (участок Псков — Остров). Рядом, через соседнюю Черёху, проходит автодорога Санкт-Петербург — Псков — Киев М20.
В деревне Глоты размещается Филиал Петербургской комплексной географической экспедиции (Псковская поисково-съёмочная партия).
| 2001 | 2002 | 2010 | 2016 |
| ---- | ---- | ---- | ---- |
| 291  | ↗297 | ↘273 | ↗301 |